# Wuri (Schiff)
Die Wuri war ein Boot der deutschen Kolonialverwaltung von Kamerun.  

## Geschichte
Die Wuri wurde 1906 in Hamburg als Kajütboot in Kutterform gebaut. Das Boot hatte einen Capitaine-Petrolmotor als Antrieb. Die Wuri war ein Schwesterschiff der 1902 gebauten Libelle. Benannt wurde das Boot nach dem Fluss Wuri in Kamerun, auf dem es eingesetzt wurde. Da es den Wuri flussaufwärts bis nach Yabassi befahren sollte, betrug sein maximaler Tiefgang nur 0,5 Meter.
Im November 1906 wurde die Wuri von der Eleonore Woermann nach Kamerun überführt. Seit 1907 diente sie als Inspektionsboot des Kaiserlichen Gouvernements von Kamerun.
Am 13. September 1914 endete die Wuri durch eine Explosion.